# Hogwarts Legacy
Hogwarts Legacy (укр. Спадщина Гоґвортсу) — відеогра в жанрі рольового бойовика, яку розробили Avalanche Software і видали Warner Bros. Interactive Entertainment під лейблом Portkey Games для Microsoft Windows, PlayStation 5 та Xbox Series X/S у лютому 2023 року. Реліз версій для PlayStation 4 та Xbox One відбувся 5 травня, а для Nintendo Switch — 14 листопада. Сюжетна історія, що розгортається наприкінці XIX століття в Чарівному світі, оповідає про пригоди вихованця Гоґвортсу. Ігровий процес має управління від третьої особи, через яке гравець контролює протагоніста, якого створює на початку проходження. Hogwarts Legacy отримала загалом схвальні відгуки.

## Ігровий процес
Hogwarts Legacy є відеогрою від третьої особи в жанрі рольового бойовика. Гравець контролює вихованця Гоґвортської школи чарів і чаклунства та має можливість налаштувати голос, зовнішність і стать персонажа, а також вибрати гуртожиток на початку гри; загалом можливо створити до чотирьох різних персонажів. Під час проходження гравець виконує сюжетні та побічні квести, щоби просуватися історією, і може налаштувати складність ігрового процесу; опановує нові заклинання і здібності; варить зілля, які використовує в бойових зіткненнях або для вирішення головоломок; і приборкує магічних істот. Досліджуючи відкрите навколишнє середовище гравець знаходить спорядження для свого персонажа, яке вдосконалюється за внутрішньоігрову валюту — місячні камені. Гравець може викликати мітлу або приборканих істот, щоби швидше подорожувати світом; у міру проходження характеристики мітли можна покращувати.
У грі присутня Кімната на вимогу (англ. Room of Requirement), інтер'єр якої можна прикрасити різноманітними предметами. Через портал у Кімнаті гравець потрапляє до ділянки зі своїми істотами, де він може годувати й пестити їх, за що здобуває матеріали для створення спорядження. Гравцю також доступні кілька бойових арен, де він змагається з неігровими персонажами та може протестувати здібності перед їх розблокуванням. За виконання бойових досягнень гравець нагороджується косметичними предметами, включно з костюмами для персонажа. Гравець спілкується з неігровими персонажами через дерево діалогу та може залучати їх як компаньйонів для проходження квестів.

## Синопсис
Hogwarts Legacy відбувається у XIX столітті в Чарівному світі та оповідає про вихованця Гоґвортської школи чарів і чаклунства, який перебуває на п'ятому році свого навчання й повертається до школи після того, як виживає в загадковому інциденті. Протагоніст, який здатний маніпулювати таємничою давньою магією і володіє таємницею, що загрожує існуванню Чарівному світі, взаємодіє з багатьма персонажами Чарівного світу, включно з професором Елезаром Фіґом, який є його наставником. Через зв'язок із давньою магією протагоніст стикається з повстанням гоблінів на чолі з Ранроком, який уклав союз із темним чарівником Віктором Руквудом. Окрім Гоґвортсу протагоніст також відвідує такі місця, як Заборонений ліс і селище Гоґсмід.

## Розробка
Hogwarts Legacy розробляється Avalanche Software, яка є дочірньою студією Warner Bros. Interactive Entertainment. Джоан Роулінг, авторка серії романів про Гаррі Поттера, не брала безпосередньої участі в розробці проєкту. До команди розробників входять ігровий та художній директори Алан Тью і Джефф Банкер відповідно, а також Мойра Скваєр, яка відповідає за наратив. У лютому 2021 року серія повідомлень у соціальних мережах, опублікованих старшим продюсером та колишнім провідним дизайнером Hogwarts Legacy Троєм Левіттом, зазнала широкої критики. Інтернет-видання повідомляли про зміст його відео на YouTube, таких як «На захист Джона Лассетера» та «В ім'я культурного привласнення», а також тих, де Левітт демонстрував підтримку скандальній кампанії цькування «Геймергейт». Після цього Левітт залишив Avalanche і сам проєкт, хоча заявив, що суперечки, пов'язані з його діяльністю в соціальних мережах, не мали стосунку до цього. Водночас Warner Bros. відмовилася від коментарів.
Hogwarts Legacy ґрунтується на ігровому рушії Unreal Engine. Версія для PlayStation 5 має два графічних режими — «Якість» та «Продуктивність» — і використовує особливості консолі й контролера DualSense, як-от технологію об'ємного звуку Tempest 3D AudioTech і оновлений тактильний зв'язок відповідно.

## Маркетинг й випуск
Hogwarts Legacy була анонсована 16 вересня 2020 року на дебютній презентації платформи PlayStation 5, де було показано перший трейлер. Навесні 2022 року було продемонстровано відеокадри ігрового процесу і трейлер для PlayStation 5; кількома роками раніше в інтернеті з'явилися низькоякісні кадри ігрового процесу. Гра була представлена на виставці Gamescom у серпні, де було показано черговий трейлер. У вересні розробники випустили трейлер про ігрові локації, а також трейлер ексклюзивного квесту для PlayStation. У грудні були продемонстровані різні аспекти ігрового процесу. У січні 2023 року було випущено кінематографічний трейлер, а на початку лютого — трейлер до випуску.
Гра вийшла 10 лютого 2023 року для Microsoft Windows, PlayStation 5 та Xbox Series X/S; до цього її випуск було відкладено з 2021 на 2022 рік. Реліз версій для PlayStation 4 та Xbox One відбувся 5 травня, а для Nintendo Switch — 14 листопада. Hogwarts Legacy отримала стандартне видання, яке окрім базової гри надає доступ до рецепта зілля та ексклюзивного квесту у версії для PlayStation; видання Deluxe, що містить декілька внутрішньоігрових предметів і доступ до бойової арени темних мистецтв; і фізичне колекційне видання, яке містить весь контент Deluxe на додаток до деяких інших предметів. Передзамовлення будь-якого видання відкриває оніксового гіпогрифа, а передзамовлення видання Deluxe для Windows, PlayStation 5 чи Xbox Series X/S надає ранній доступ до гри за три дні перед офіційним випуском.

## Сприйняття
Після випуску першого трейлера ігрового процесу в березні 2022 року Hogwarts Legacy була розкритикована за те, що ґрунтується на епосі Повстання гоблінів в історії Чарівного світу, а сюжетна історія зосереджена на персонажі, який бореться із повстанням; історії Чарівного світу про гоблінів часто звинувачували в тому, що вони ґрунтуються на поширених антисемітських стереотипах. Критика була спричинена переконанням, що основний сенс гри полягає в тому, що група гоблінів із меншини має вважатися ворогом через повстання проти свого пригноблювача і боротьбу за свободу та рівні права.
ComingSoon.net, Den of Geek, Game Rant, IGN, Polygon, Time, VentureBeat та GamesHub помістили гру до своїх списків найочікуваніших ігор 2023 року.

### Оцінки й відгуки
Hogwarts Legacy отримала «загалом схвальні» відгуки за даними агрегатора рецензій Metacritic. OpenCritic, який використовує середнє зважене, присвоїв грі 86 зі 100 балів на основі 68 відгуків критиків, 92 % з яких радять її до придбання, а загальний рейтинг позначений як «могутній» (англ. mighty).

### Нагороди та номінації
| Рік  | Нагорода               | Категорія          | Номінант        | Результат | Прим.  |
| ---- | ---------------------- | ------------------ | --------------- | --------- | ------ |
| 2022 | Golden Joystick Awards | Найбажаніша гра    | Hogwarts Legacy | Номінація | [ 44 ] |
| 2022 | The Game Awards        | Найочікуваніша гра | Hogwarts Legacy | Номінація | [ 45 ] |